# Jack Egan
Frank Joseph Floyd (Filadelfia, Pensilvania, 27 de mayo de 1878–¿?), conocido también por James Jack Eagan o Jack Egan,  fue un boxeador estadounidense. Obtuvo una medalla de plata al perder frente a Harry Spanger en la categoría de peso ligero durante los Juegos Olímpicos de San Luis 1904. También intervino en el peso wélter, y pudo haber enfrentado nuevamente a Spanger por la disputa de la medalla de oro, pero fue derrotado en semifinales por Albert Young.